# Cecil Hankins
Cecil Orgus Hankins (Fayette, 6 de enero de 1922-Sand Springs, Oklahoma, 3 de junio de 2002) fue un jugador de baloncesto estadounidense que disputó dos temporadas en la BAA, además de jugar en la NBL. Con 1,85 metros de estatura, jugaba en la posición de Ala-pívot.

## Trayectoria deportiva

### Universidad
Comenzó su etapa universitaria en los Cowboys de la Universidad de Oklahoma A&M, donde en su primer año, además del baloncesto, practicó varias especialidades de atletismo. Los dos siguientes años fue transferido a la Southeastern Oklahoma State University, donde lideró en anotación al equipo de baloncesto y fue titular con el equipo de fútbol americano, para regresar a los Cowboys en 1944 donde permanecería dos temporadas más, logrando la Cotton Bowl y la Sugar Bowl en fútbol americano, además de promediar 13,3 puntos con el equipo de baloncesto que se proclamaría en 1945 campeón de la NCAA.

### Profesional
Comenzó su andadura profesional con los St. Louis Bombers de la BAA, con los que disputó una temporada en la que promedió 5,9 puntos por partido. Al año siguiente fue traspasado a los Boston Celtics a cambio de Wyndol Gray, donde jugó 25 partidos en los que promedió 2,8 puntos.
Tras ser despedido, acabó su carrera jugando con los Sheboygan Redskins de la NBL.

## Estadísticas de su carrera en la NBA

### Temporada regular
| Temporada | Edad | Equipo            | Liga | P  | TIT | MIN | TC  | TCA | %TC  | 3P | 3PA | %3P | TL  | TLA | %TL  | R.OF. | R.DEF. | REB | ASIS | ROB | TAP | PER | FP  | PTS |
| 1946-47   | 25   | St. Louis Bombers | BAA  | 55 |     |     | 2.1 | 7.1 | .299 |    |     |     | 1.6 | 2.7 | .600 |       |        |     | 0.3  |     |     |     | 0.9 | 5.9 |
| 1947-48   | 26   | Boston Celtics    | BAA  | 25 |     |     | 0.9 | 4.6 | .198 |    |     |     | 1.0 | 1.4 | .686 |       |        |     | 0.3  |     |     |     | 1.1 | 2.8 |
| Total     |      |                   | BAA  | 80 |     |     | 1.8 | 6.3 | .276 |    |     |     | 1.4 | 2.3 | .616 |       |        |     | 0.3  |     |     |     | 1.0 | 4.9 |

### Playoffs
| Temporada | Edad | Equipo            | Liga | P | MIN | TCA | TC | 3PA | 3P | TLA | TL | R.OF. | REB | ASIS | ROB | TAP | PER | FP | PTS | %TC  | %3P | %FT  | MIN | PTS | REB | AST |
| 1946-47   | 25   | St. Louis Bombers | BAA  | 2 |     | 2   | 7  |     |    | 1   | 2  |       |     | 0    |     |     |     | 1  | 5   | .286 |     | .500 |     | 2.5 |     | 0.0 |
| Total     |      |                   | BAA  | 2 |     | 2   | 7  |     |    | 1   | 2  |       |     | 0    |     |     |     | 1  | 5   | .286 |     | .500 |     | 2.5 |     | 0.0 |